# El quinto día
El quinto día (título original en alemán: Der Schwarm (Banco de peces) ) es una novela de ciencia ficción escrita por el autor alemán Frank Schätzing. Fue publicado por primera vez en Alemania y Austria en 2004 y pronto se convirtió en un superventas. El alemán nos enseña un mundo al borde del Apocalipsis. En ningún momento la humanidad ha estado tan acosada e incapaz de defenderse frente al enemigo desconocido del hombre: el mar.

## Trama
Es un libro que sigue un conjunto de protagonistas que están investigando lo que primero parece ser una serie de sucesos extraños relacionados con los océanos de todo el mundo. El libro tiene varios subcapítulos donde narra los sucesos de cada uno de los protagonistas por separado y de vez en cuando siguen con personajes secundarios no relacionados para mostrar cómo se desarrollan los acontecimientos en todo el mundo.
Sigur Johanson, biólogo marino noruego que trabaja en la Universidad Noruega de Ciencia y Tecnología de Trondheim se pide para analizar una nueva especie de gusanos marinos. Después de varias expediciones se hace evidente que los gusanos, junto con las bacterias, están desestabilizando los estratos de metano en la plataforma continental. Cuando el talud continental se derrumba, el deslizamiento de tierra subterráneo, causa un tsunami que golpea a la mayor parte de las costas del Mar del Norte, matando a millones de personas y causando graves daños a la infraestructura de las regiones costeras.
Al mismo tiempo, León Anawak, un científico que investiga el comportamiento de las ballenas y trabaja para una empresa de avistamiento de ballenas, hace observaciones sorprendentes en el comportamiento de las ballenas. Además, él es llamado a investigar un incidente en donde las ballenas y miles de mejillones parecían haber atacado e incapacitado a un carguero comercial.
Cuando regresa a su trabajo de observación de ballenas, es testigo de cómo las ballenas jorobadas y las orcas atacan barcos de los avistadores de ballenas. Las ballenas trabajar juntas para volcar los botes y luego matan a la gente a la deriva en el agua. Un gran número de turistas y compañeros de Anawak son asesinados.
Los eventos que son presenciadas por los protagonistas son solo parte de un fenómeno mundial. Otros ataques se describen brevemente en la trama: Los nadadores son expulsados de la costa por los tiburones y medusas venenosas. Los barcos comerciales son atacados y son destruidos por causas diversas. En Francia un brote de una epidemia que es causada por bogavantes contaminados con un tipo altamente letal de Pfiesteria.
Cuando se hace evidente que todos los eventos están relacionados, una fuerza internacional de científicos se crea bajo el liderazgo de los Estados Unidos. El grupo de trabajo está dirigido por la teniente general Judith Li, persona de confianza y asesora del Presidente; los protagonistas forman parte de este de grupo.
Si bien el grupo de trabajo está en sesión, los ataques contra la humanidad siguen: la costa de América del Norte es invadida por cangrejos infectados con Pfiesteria,  que atacan Nueva York, Washington D. C. y luego Boston. La epidemia causa millones de muertes y hace inhabitables las ciudades afectadas. La corriente del Golfo también ha dejado de existir, un evento que puede iniciar un cambio climático global que amenazaría a la civilización humana.
Durante una reunión de grupo de trabajo, Sigur Johanson anuncia finalmente su hipótesis: los fenómenos son los ataques deliberados de una especie desconocida de las profundidades de los océanos; afirma que esta es la única conclusión lógica, ya que los ataques están fuera del poder de cualquier ser humano y no puede ser un fenómeno natural. Johanson los llama "Yrr", después de tres teclas que había pulsado al azar en su ordenador. El objetivo de los Yrr es eliminar la raza humana, que está devastando los océanos de la Tierra.
La general Li y un pequeño grupo de científicos se adentran en el portahelicópteros USS Independence en un intento de encontrar los Yrr y hacer contacto con ellos. Descubren que los Yrr son organismos unicelulares que operan en grupos (o enjambres, en alemán Der Schwarm, título de la novela), controlada por una colmena que puede haber existido durante cientos de millones de años. Los Yrr, son una inteligencia colectiva con capacidad de tener recuerdos hereditarios que se transmiten mediante la manipulación de partes de su ADN. Los Yrr individualmente se reconocen entre sí mediante una feromona específica.
Los científicos tienen algún éxito en la investigación de los Yrr y consiguen establecer contacto. Sin embargo, los ataques no cesan. Sigur Johanson también descubre que la general Li no ha sido sincera con todos ellos. Uno de los científicos ha estado trabajando en una feromona vez para eliminar a los Yrr completamente. Johanson no está de acuerdo con este enfoque, porque la extinción de los Yrr puede destruir totalmente el ecosistema marino y, por lo tanto, la raza humana.
Li, sin embargo, no está dispuesto a aceptar que el dominio sobre la tierra no puede ser dada por Dios, patrimonio de la humanidad, y los Estados Unidos en particular. Ella no va a asumir el riesgo de permitir que el poder de EE. UU. disminuya. Mientras ella le da órdenes para que mate a Johanson, la nave es atacada y destrozada por los Yrr y se produce una confrontación final sobre el USS Independence, que se hunde.
Hay una confrontación con Li para coger los minisubmarinos de la nave con dos torpedos que contiene la feromona que eliminaría a los Yrr. Los científicos están tratando de impedirlo y, al mismo tiempo, poner en práctica su propio plan para salvar a la humanidad. Ella se detiene en el último momento por Johanson, que da su vida para detonar los torpedos y matar a Li.
Karen Weaver, una periodista científica, se las arregla para apoderarse del minisubmarino y se sumerge en la profundidad de los océanos. Allí deja un humano muerto bombeado por completo de feromonas naturales de los Yrr, con la esperanza de provocar una respuesta "emocional". Esto funciona y los Yrr cesan sus ataques contra la humanidad.
El epílogo revela que un año más tarde, la humanidad todavía se está recuperando del conflicto con los Yrrnianos. El conocimiento de que los humanos no son la única forma de vida inteligente en la Tierra ha sumido a la mayoría de los grupos religiosos en el caos, mientras que partes del mundo siguen sufriendo la epidemia de los Yrr. La humanidad se enfrenta ahora a la difícil tarea de reconstruir su sociedad y de la industria sin entrar en conflicto con los Yrr y el ecosistema marino, siempre mirando bajo el mar de nuevo.

## Temas y motivos
Mientras se desarrolla la historia de la novela se tocan varios temas, incluida la destrucción y envenenamiento de los ecosistemas marinos en la tierra, la importancia del mar para la humanidad y la coexistencia de diferentes especies. El libro no solo comenta la incapacidad humana para comprender a fondo "extranjero" la vida, sino que especula sobre las consecuencias filosóficas y religiosas que el descubrimiento de otra especie inteligente en la tierra pueda tener.

## Publicación
El quinto día, es un número uno de los más vendidos durante ocho meses en Alemania y ha sido traducida a 18 idiomas. El cual fue aclamado por muchos críticos y lectores por su representación precisa de la biología marina, geología y geofísica. Sin embargo, también ha sido criticado como demasiado largo, y marcado por la edición de pobres y algunos errores de hecho (en particular, que el metano se describe como teniendo un fuerte olor, cuando en realidad es inodoro).
La novela toma prestadas algunas ideas de la Teoría de Gaia. Es algo que va en la idea de que las actividades de la humanidad han creado condiciones que comienzan a afectar a un delicado equilibrio de las condiciones bióticas y abióticas que han fomentado y sostenido complejas formas de vida y los ecosistemas.

## Uso de las personas de la vida real
Cuatro personajes de la novela en realidad existen y fueron escritos en ella por Schätzing en agradecimiento por responder a sus preguntas sobre los antecedentes científicos: Gerhard Bohrmann y Heiko Sahling los geólogos de la Universidad de Bremen, mientras que Erwin Suess es biólogo marino y profesor de la Universidad de Kiel. John Ford es un biólogo marino en la Columbia Británica y profesor adjunto en la Universidad de Columbia Británica.
El personaje de Samantha Crowe está fuertemente basada en la directora de SETI, Jill Tarter, que también fue la principal inspiración para el personaje de Jodie Foster, Ellie Arroway en Contact (1997).

## Denuncias de plagio
Thomas Orthmann, un biólogo marino alemán y periodista, afirma que docenas de pasajes de El quinto día se han levantado palabra por palabra de sus escritos. Se está exigiendo una indemnización de Schätzing. Schätzing se niega a pagar indemnización alguna, pero ha accedido a reconocer el Dr. Orthmann en la próxima edición de El quinto día.
Aun sin haber sido denunciado por plagio por George R. R. Martin ni por nadie de su entorno, se puede observar fácilmente que Frank Schätzing se fundamentó en un relato suyo al escribir El quinto día. Dicho relato se trata de "Guardianes", de la serie de relatos Los viajes de Tuf, escrito en el año 1981. El relato narra las complicaciones en un planeta en el que los habitantes se ven aterrorizados ante los recientes ataques de criaturas marinas, que parece que se hayan puesto de acuerdo en acabar con todos los humanos. Tanto la idea, como el desarrollo, como el motivo central por el que las criaturas deciden atacar a los humanos y el final del relato se ajustan en su totalidad a la de El quinto día.

## Adaptación
- The Swarm (2023), serie dirigida por Barbara Eder, Luke Watson y Philipp Stölzl[4]